# コワモンゴキブリ
コワモンゴキブリ（小輪紋蜚蠊、学名：Periplaneta australasiae）とは、ゴキブリ目ゴキブリ科に属する昆虫の一種である。和名の通りワモンゴキブリに似ているが、やや小型である。

## 形態
卵鞘は黒褐色で、長さ10ミリメートル。
幼虫の体色は茶褐色で、体節の各側面に黄色斑斑が見られるのが特徴。
成虫の体色は赤褐色で前胸背板にハッキリとした暗黄色環状紋が見え、翅の縁には黄色筋紋がある。体長は雄が25 - 30ミリメートル、雌が25 - 27ミリメートル。翅は濃茶褐色で、ワモンゴキブリより黒っぽく見える。雄は尾部に2対の突起物があり、1対しかない雌とはこれで区別できる。

## 生態
植物温室など、ワモンゴキブリよりも高温多湿な場所を好み、植物への嗜好性が高いと考えられている。
特に5月から10月に発生する。卵期間は40日、幼虫期間は5 - 12か月、成虫の寿命は4 - 6か月とされ、雌は羽化後24日ほどして初めて産卵し、10日間隔で20 - 30回にわたり平均24個の卵を含む卵鞘を湿った物陰に産む。幼虫は1齢幼虫から5齢幼虫を経て成虫に育ち、また単独よりも集団の方がより早く生育する。

## 分布
アフリカ原産で、熱帯・亜熱帯性の種類ながら、温室に生息分布することが報告されている。アジア、アフリカ、ヨーロッパ、北アメリカ、南アメリカ、オセアニアで生息が確認されている。
日本では小笠原諸島、伊豆諸島、トカラ列島、奄美諸島、与論島、沖縄諸島、八重山諸島に分布するほか、北海道や東京都で採集例があるが、九州以北では局所的なものに留まる。貨物の運搬に紛れて侵入することがある。

## 害虫としての本種
欧米では重要害虫種として知られる。沖縄県では屋内害虫とされ、市街地よりも農村地域の木造住宅で多く発生している。具体的には文化財を食害するほか、糞による汚染害が知られる。
前述の通り熱帯原産であり、耐寒性は低い。その為、主に南西諸島や小笠原諸島で多く生息するが、北海道から九州にかけての地域でも、厨房内等での発生が知られる。

## 人間との関わり
害虫である為、駆除されることが多い。駆除の研究の為に研究室で飼育されることもある。少数ではあるが、ゴキブリの愛好家の中には趣味で本種を飼育する者も存在する。